# نشان خدمت
نشان خدمت از نشان‌های افتخار در ایران است.

## نشان خدمت جمهوری اسلامی
براساس ماده ۱۲ آیین‌نامه اعطای نشان‌های دولتی، نشان «خدمت» به منظور تقدیر از خدمات انجام یافته در مسیر تحقق آرمان‌های جمهوری اسلامی به افرادی اعطا می‌شود که در زمینه‌های زیر موفقیتی چشمگیر کسب کرده باشند:
1. تلاش مستمر و صادقانه در انجام مسؤولیت‌ها و ارائه خدمات
2. مددرسانی به قشرها محروم و مستضعف

## دریافت‌کنندگان
| ردیف | نام دریافت کننده           | نشان      | درجه     | اهدا شده توسط       | در تاریخ         |
| ---- | -------------------------- | --------- | -------- | ------------------- | ---------------- |
| ۱.   | رضا رحیمی طاری             | نشان خدمت | درجه دوم | اکبر هاشمی رفسنجانی | ۴ اسفند ۱۳۷۳     |
| ۲.   | عبدالله محمد هاشم          | نشان خدمت | درجه سوم | اکبر هاشمی رفسنجانی | ۵ اسفند ۱۳۷۴     |
| ۳.   | محمدصادق افشار             | نشان خدمت | درجه سوم | اکبر هاشمی رفسنجانی | ۶ اردیبهشت ۱۳۷۵  |
| ۴.   | عبدالمحمد داراب درب‌ساز     | نشان خدمت | درجه سوم | اکبر هاشمی رفسنجانی | ۲۰ تیر ۱۳۷۵      |
| ۵.   | عطا احمدی                  | نشان خدمت | درجه سوم | اکبر هاشمی رفسنجانی | ۶ مرداد ۱۳۷۵     |
| ۶.   | رسول زرگرپور               | نشان خدمت | درجه سوم | اکبر هاشمی رفسنجانی | ۷ شهریور ۱۳۷۵    |
| ۷.   | علی میلانی حسینی           | نشان خدمت | درجه سوم | اکبر هاشمی رفسنجانی | ۲۶ شهریور ۱۳۷۵   |
| ۸.   | شفیقه رهیده                | نشان خدمت | درجه سوم | اکبر هاشمی رفسنجانی | ۱۴ آذر ۱۳۷۵      |
| ۹.   | احمد صادق بناب             | نشان خدمت | درجه سوم | اکبر هاشمی رفسنجانی | ۱۴ آذر ۱۳۷۵      |
| ۱۰.  | ابوالفضل فاطمی‌زاده         | نشان خدمت | درجه دوم | اکبر هاشمی رفسنجانی | ۲۷ دی ۱۳۷۵       |
| ۱۱.  | حسین‌علی شهریاری            | نشان خدمت | درجه سوم | اکبر هاشمی رفسنجانی | ۲۷ دی ۱۳۷۵       |
| ۱۲.  | علی‌اکبر صنعتی‌زاده          | نشان خدمت | درجه سوم | اکبر هاشمی رفسنجانی | ۲۷ دی ۱۳۷۵       |
| ۱۳.  | منصور موسوی خلیق           | نشان خدمت | درجه سوم | اکبر هاشمی رفسنجانی | ۲۷ دی ۱۳۷۵       |
| ۱۴.  | سید عبدالکریم رضوی اردکانی | نشان خدمت | درجه سوم | اکبر هاشمی رفسنجانی | ۲۷ دی ۱۳۷۵       |
| ۱۵.  | سید محمدرضا فاطمی          | نشان خدمت | درجه سوم | اکبر هاشمی رفسنجانی | ۲۷ دی ۱۳۷۵       |
| ۱۶.  | غلامرضا صحرائیان           | نشان خدمت | درجه سوم | اکبر هاشمی رفسنجانی | ۲۱ خرداد ۱۳۷۶    |
| ۱۷.  | مهدی صفری                  | نشان خدمت | درجه سوم | اکبر هاشمی رفسنجانی | ۲۱ خرداد ۱۳۷۶    |
| ۱۸.  | مجید ملکی تبار             | نشان خدمت | درجه سوم | اکبر هاشمی رفسنجانی | ۲۱ خرداد ۱۳۷۶    |
| ۱۹.  | رضا مکنون                  | نشان خدمت | درجه سوم | اکبر هاشمی رفسنجانی | ۲۷ خرداد ۱۳۷۶    |
| ۲۰.  | سعید تقدیسیان              | نشان خدمت | درجه سوم | اکبر هاشمی رفسنجانی | ۲۷ خرداد ۱۳۷۶    |
| ۲۱.  | شهلا حبیبی                 | نشان خدمت | درجه دوم | اکبر هاشمی رفسنجانی | ۱۱ مرداد ۱۳۷۶    |
| ۲۲.  | اصغر افشاری                | نشان خدمت | درجه سوم | اکبر هاشمی رفسنجانی | ۱۱ مرداد ۱۳۷۶    |
| ۲۳.  | حبیب‌الله بوربور حسن بیگی   | نشان خدمت | درجه سوم | اکبر هاشمی رفسنجانی | ۱۱ مرداد ۱۳۷۶    |
| ۲۴.  | غلامحسین بلندیان           | نشان خدمت | درجه سوم | اکبر هاشمی رفسنجانی | ۱۱ مرداد ۱۳۷۶    |
| ۲۵.  | مجید بهرامی                | نشان خدمت | درجه سوم | اکبر هاشمی رفسنجانی | ۱۱ مرداد ۱۳۷۶    |
| ۲۶.  | علی موسی‌الرضا              | نشان خدمت | درجه سوم | اکبر هاشمی رفسنجانی | ۱۱ مرداد ۱۳۷۶    |
| ۲۷.  | سید حسن شهرستانی           | نشان خدمت | درجه سوم | اکبر هاشمی رفسنجانی | ۱۱ مرداد ۱۳۷۶    |
| ۲۸.  | علیرضا مرندی               | نشان خدمت | درجه یکم | سید محمد خاتمی      | ۱۲ خرداد ۱۳۷۸    |
| ۲۹.  | محمدرضا نعمت‌زاده           | نشان خدمت | درجه سوم | سید محمد خاتمی      | ۲۱ دی ۱۳۷۹       |
| ۳۰.  | مهدی کرباسیان              | نشان خدمت | درجه دوم | سید محمد خاتمی      | ۱۹ دی ۱۳۸۱       |
| ۳۱.  | محمود خسروی                | نشان خدمت | درجه سوم | سید محمد خاتمی      | ۱۳ مرداد ۱۳۸۲    |
| ۳۲.  | احمدعلی نوربالا            | نشان خدمت | درجه دوم | سید محمد خاتمی      | ۱۳ مرداد ۱۳۸۳    |
| ۳۳.  | محمد کردبچه                | نشان خدمت | درجه سوم | سید محمد خاتمی      | ۱۳ مرداد ۱۳۸۳    |
| ۳۴.  | علی‌اکبر سمیعی              | نشان خدمت | درجه سوم | سید محمد خاتمی      | ۱۳ مرداد ۱۳۸۳    |
| ۳۵.  | فریدون توحیدی مقدم         | نشان خدمت | درجه سوم | سید محمد خاتمی      | ۱۳ مرداد ۱۳۸۳    |
| ۳۶.  | ابراهیم عسگریان دماوندی    | نشان خدمت | درجه سوم | سید محمد خاتمی      | ۱۳ مرداد ۱۳۸۳    |
| ۳۷.  | بایزید مردوخی              | نشان خدمت | درجه دوم | سید محمد خاتمی      | ۱۷ خرداد ۱۳۸۴    |
| ۳۸.  | غلامرضا تاجگردون           | نشان خدمت | درجه سوم | سید محمد خاتمی      | ۱۷ خرداد ۱۳۸۴    |
| ۳۹.  | غلامرضا حیدری کرد زنگنه    | نشان خدمت | درجه سوم | سید محمد خاتمی      | ۱۷ خرداد ۱۳۸۴    |
| ۴۰.  | محمدعلی کریمی              | نشان خدمت | درجه سوم | سید محمد خاتمی      | ۱۷ خرداد ۱۳۸۴    |
| ۴۱.  | حسین ملک افضلی             | نشان خدمت | درجه دوم | سید محمد خاتمی      | ۲۲ خرداد ۱۳۸۴    |
| ۴۲.  | رضا آقازاده                | نشان خدمت | درجه یکم | محمود احمدی‌نژاد     | ۵ شهریور ۱۳۸۵    |
| ۴۳.  | ابوالقاسم خزعلی            | نشان خدمت | درجه یکم | محمود احمدی‌نژاد     | ۱۰ آذر ۱۳۸۸      |
| ۴۴.  | میرابراهیم سیدحاتمی        | نشان خدمت | درجه یکم | محمود احمدی‌نژاد     | ۲۸ شهریور ۱۳۹۰   |
| ۴۵.  | محمدهاشم غرقی              | نشان خدمت | درجه یکم | محمود احمدی‌نژاد     | ۲۴ اردیبهشت ۱۳۹۱ |
| ۴۶.  | اسکندر مؤمنی               | نشان خدمت | درجه یکم | محمود احمدی‌نژاد     | ۱۶ اسفند ۱۳۹۱    |
| ۴۷.  | عبدالرضا شیخ‌الاسلامی       | نشان خدمت | درجه یکم | محمود احمدی‌نژاد     | ۱۹ اردیبهشت ۱۳۹۲ |
| ۴۸.  | مهدی صفری                  | نشان خدمت | درجه دوم | محمود احمدی‌نژاد     | ۸ خرداد ۱۳۹۲     |
| ۴۹.  | اسدالله اسدیان             | نشان خدمت | درجه سوم | محمود احمدی‌نژاد     | ۸ خرداد ۱۳۹۲     |
| ۵۰.  | محمد بهزاد                 | نشان خدمت | درجه سوم | محمود احمدی‌نژاد     | ۸ خرداد ۱۳۹۲     |
| ۵۱.  | شهریار افندی‌زاده           | نشان خدمت | درجه سوم | محمود احمدی‌نژاد     | ۸ خرداد ۱۳۹۲     |
| ۵۲.  | محمدعلی زنجیره‌ای           | نشان خدمت | درجه سوم | محمود احمدی‌نژاد     | ۸ خرداد ۱۳۹۲     |
| ۵۳.  | محمدرضا رحیمی              | نشان خدمت | درجه یکم | محمود احمدی‌نژاد     | ۲۲ خرداد ۱۳۹۲    |
| ۵۴.  | علی‌اکبر صالحی              | نشان خدمت | درجه دوم | محمود احمدی‌نژاد     | ۲۲ خرداد ۱۳۹۲    |
| ۵۵.  | رستم قاسمی                 | نشان خدمت | درجه دوم | محمود احمدی‌نژاد     | ۲۲ خرداد ۱۳۹۲    |
| ۵۶.  | مهدی غضنفری                | نشان خدمت | درجه دوم | محمود احمدی‌نژاد     | ۲۲ خرداد ۱۳۹۲    |
| ۵۷.  | سید شمس‌الدین حسینی         | نشان خدمت | درجه دوم | محمود احمدی‌نژاد     | ۲۲ خرداد ۱۳۹۲    |
| ۵۸.  | محمدرضا فرزین              | نشان خدمت | درجه دوم | محمود احمدی‌نژاد     | ۲۲ خرداد ۱۳۹۲    |
| ۵۹.  | پژمان رحیمیان              | نشان خدمت | درجه سوم | حسن روحانی          | ۱۹ بهمن ۱۳۹۴     |
| ۶۰.  | غلامحسین محمدنیا           | نشان خدمت | درجه سوم | حسن روحانی          | ۱۹ بهمن ۱۳۹۴     |
| ۶۱.  | بهروز کمالوندی             | نشان خدمت | درجه سوم | حسن روحانی          | ۱۹ بهمن ۱۳۹۴     |
| ۶۲.  | مشکان مشکور                | نشان خدمت | درجه سوم | حسن روحانی          | ۱۹ بهمن ۱۳۹۴     |
| ۶۳.  | علی اصغر زارعان            | نشان خدمت | درجه سوم | حسن روحانی          | ۱۹ بهمن ۱۳۹۴     |
| ۶۴.  | عبدالرسول دری اصفهانی      | نشان خدمت | درجه سوم | حسن روحانی          | ۱۹ بهمن ۱۳۹۴     |
| ۶۵.  | رضا نجفی                   | نشان خدمت | درجه سوم | حسن روحانی          | ۱۹ بهمن ۱۳۹۴     |
| ۶۶.  | محسن فخری‌زاده              | نشان خدمت | درجه دوم | حسن روحانی          | ۱۹ بهمن ۱۳۹۴     |